# ESite

Логотип eSite

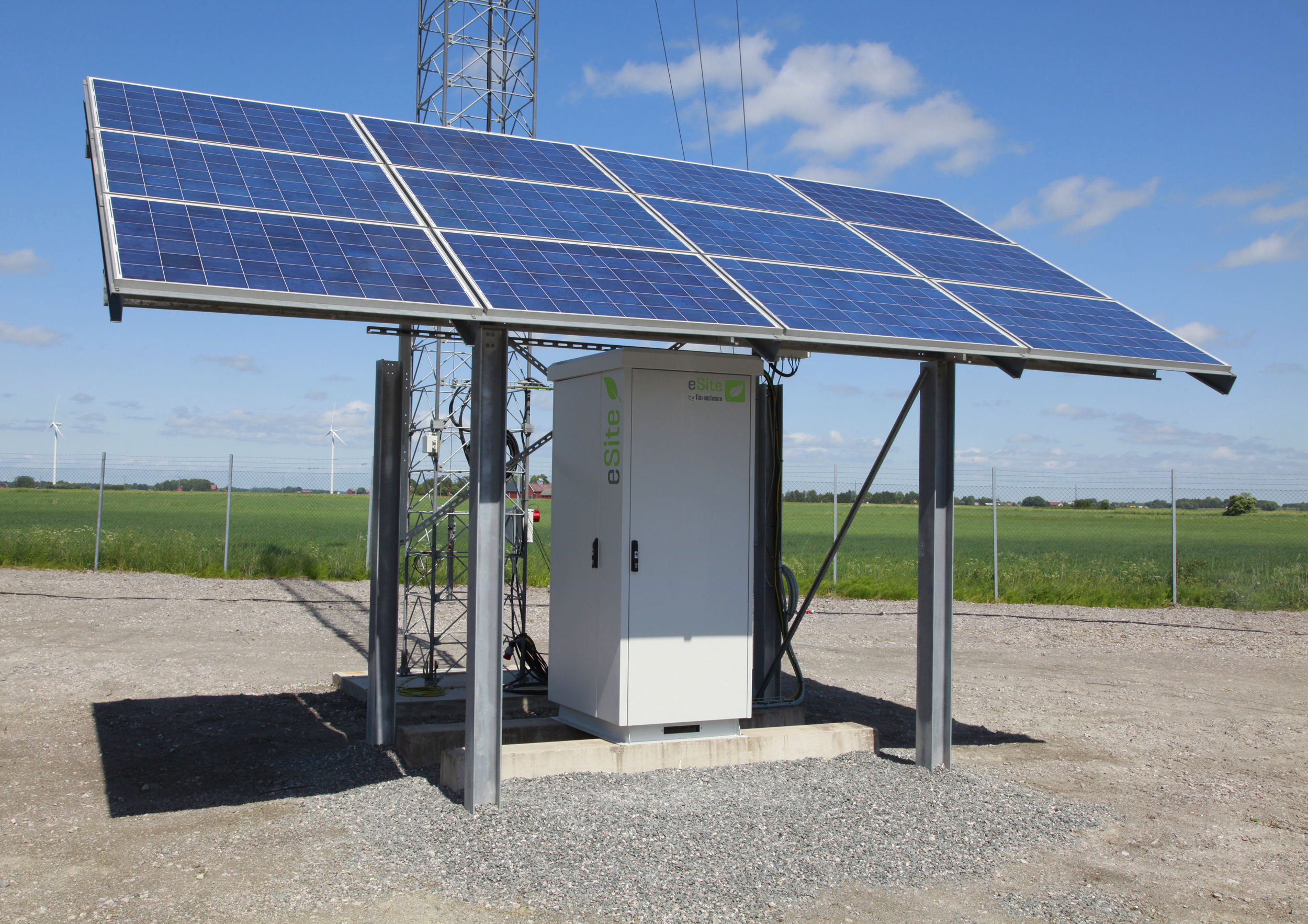
Гибридная система управления электроснабжением eSite

eSite — гибридная система управления электроснабжением для питания телекоммуникационных базовых станций в местностях с ненадёжным или отсутствующим питанием от электросети. Производятся шведской компанией Flexenclosure, производящей гибридные системы энергоснабжения и предварительно изготовленные дата-центры.
eSite может работать либо как самостоятельный источник энергии с аварийным генератором, либо в различных комбинациях с электросетью и возобновляемыми источниками энергии (солнечными, ветряными и др.). Использование eSite для питания базовых станций может сокращать расход дизельного топлива и связанные выбросы CO2 на 90%.
В 2012 году eSite было названо одним из 100 наиболее инновационных решений поддерживающих экологическую устойчивость. В том же году проект выиграл премию Global Mobile Awards от Ассоциации GSM (GSMA).

## История
Гибридные системы энергоснабжения eSite производятся на исследовательской и производственной базе компании Flexenclosure в коммуне Вара, на юге Швеции. Каждая отдельная система eSite контролируется запатентованным интегрированным программным пакетом Diriflex, который управляет производством, накоплением и распределением электроэнергии. Электросеть eSite контролируется системой eManager — облачным или серверным решением, предоставляющим интерфейс для отдаленного управления и оптимизации.

## Награды
В 2012 году на конференции ООН об экологической устойчивости Rio+20, проект был включен в почетный список «Sustania 100» платформой инноваций Sustania. Список объединяет 100 наиболее инновационных и масштабируемых решений для создания экологически устойчивого общества.
Другие награды включают:
- 2012 — Green Mobile Award  в рамках GSMA Global Mobile Awards[4].
- 2011 — Best Green Technology в рамках International Green Awards[8].
- 2011 — Best use of Mobile for Social & Economic Development  в рамках GSMA Global Mobile Awards[9].
- 2010 — Green Telecoms Award  в рамках AfricaCom Awards[10].
- 2008 — Most Innovative Carrier Infrastructure Award в рамках GSMA Global Mobile Awards.